# 陈训慈
陈训慈（1901年—1991年），字叔谅，中華民國学者、出版家、文史工作者，曾任浙江省立图书馆馆长。陈布雷之弟。

## 生平简介
陳訓慈出生于浙江省宁波市慈溪县官桥村（今宁波市余姚三七市镇）人。1924年，于国立东南大学（後更名國立中央大學）毕业。曾在上海商务印书馆编译所担任编译工作。曾先后从教于国立中央大学历史学系和国立浙江大学历史地理系，终浙江大学教授。
1932年，出任浙江省立图书馆馆长。担任浙江省立图书馆馆长期间，曾先后创办多种刊物，包括《浙江图书馆馆刊》、《图书展望》、《读书周报》、《文澜学报》等等。
1936年，曾主持举办浙江文献展览会，为一时之文化盛事，获得巨大成功。抗日战争时期，曾创办《抗敌导报》，为抗日奔走呼号。
中华人民共和国成立后，先后担任第一、二、三、四、五、六届浙江省政协委员。并担任中国民主同盟浙江省委的顾问。是浙江省文物管理委员会的主任委员，并是浙江省博物馆图书资料室的主任。学术兼职还有：浙江省历史学会理事和顾问，浙江省地方志学会顾问等等。
曾捐献有《丁丑日记》的手稿，为重要史料。并捐赠有148封民国时期和中华人民共和国成立后各界要人名人的信札。
1991年，逝世于浙江省杭州市。
工于诗词，擅长古文，精通历史研究，著作宏富。

## 抢运图书
1937年8月，侵华日军在金山卫登陆，苏浙沪受到极大威胁。杭州文澜阁馆藏清代《四库全书》和浙江省立图书馆的大量历代珍贵图书危在旦夕，急需抢运迁移免落入日寇之手。陈训慈主持将文澜阁馆藏《四库全书》抢运出杭州城，运抵富阳县，不久富阳危在旦夕，又不辞万水千山，将《四库全书》运到抗战后方的贵州省贵阳市。
当时著名的宁波天一阁藏书楼有大量历代图书（9000多册），亦受日寇及战火的极大威胁。陈训慈日夜赶工，主持将天一阁馆藏抢运到浙江省南部的龙泉县。
抗日战争胜利以后，陈训慈又主持将这些图书文物悉数转运回杭州和宁波。今日，在浙江图书馆古籍部能看到保存完好的清代文澜阁《四库全书》，陈训慈立下不朽功劳。

## 著作
- 《五卅惨史》
- 《世界大战史》
- 《晚近浙江文献述概》